# 博赫丹·邦达连科
博赫丹·維克托羅維奇·邦达连科（羅馬化：Bohdan Viktorovych Bondarenko；1989年8月30日—），乌克兰跳高运动员，他的最佳成绩为2014年6月14日在纽约州创造的2.42米，这也是欧洲记录，以及男子跳高世界第三高的成绩（前2名为古巴的哈维尔·索托马约尔和卡塔尔的穆塔兹·伊萨·巴希姆，与瑞典的帕特里克·舍贝里并列第三）。他的室内最佳成绩是2.27米。
他获得2013年世界田径锦标赛金牌（2.41米）和2015年世界田径锦标赛银牌（2.33米），以及2016年里约奥运会铜牌（2.33米）。